# Перичеју Мик (Салаж)
Перичеју Мик (рум. Periceiu Mic) насеље је у Румунији у округу Салаж у општини Перичеј. Oпштина се налази на надморској висини од 303 m.

## Становништво
Према подацима из 2002. године у насељу је живело 33 становника, од којих су сви румунске националности.